# サマセット・マクスウェル (第10代ファーナム男爵)
第10代ファーナム男爵サマセット・ヘンリー・マクスウェル（英語: Somerset Henry Maxwell, 10th Baron Farnham、1849年3月7日 – 1900年11月22日）は、イギリスの貴族、軍人、政治家。1880年代に2度総選挙に出馬したが、いずれも落選に終わった。

## 生涯
リチャード・トマス・マクスウェル閣下（Hon. Richard Thomas Maxwell、1815年2月19日 – 1874年1月22日、第6代ファーナム男爵ヘンリー・マクスウェルの七男）と妻シャーロット・アン（Charlotte Anne、旧姓エルリントン（Elrington）、1910年3月1日没、ヘンリー・プレストン・エルリントンの娘）の長男として、1849年3月7日に生まれた。ハーロー校で教育を受けた。
1869年10月9日、エンサイン（歩兵少尉）としての辞令を購入して、第98歩兵連隊に配属された。1871年11月1日、中尉に昇進した。その後、1871年10月28日付で昇進した扱いに変更された。1874年10月10日、軍務から引退した。1875年2月、キャバン民兵隊の大尉に任命された。また、ロイヤル・アイリッシュ・フュジリアーズの名誉少佐を務めたことがあり、1887年7月2日に辞任した。
オレンジ団の一員であり、1870年代末から1880年代にかけての土地戦争ではアイルランド国民土地同盟と敵対して、チャールズ・ボイコットが排斥運動の標的になったときはボランティアを率いてボイコットの領地に向かい、収穫を手伝った。1877年、キャバン県長官を務めた。1880年イギリス総選挙で保守党の支持を受けてキャバン選挙区から出馬したが落選、1885年イギリス総選挙でサウス・ティロン選挙区から出馬したが、60票差未満でウィリアム・オブライエンに敗れた。後者では現地の自由党支部からの支持を得られなかったこと（現地の自由党支部はどちらの候補も支持しないことを選択した）が敗因の1つだった。1886年にはノース・ベルファスト選挙区での出馬が議論されたが、マクスウェルは結局立候補を取り下げ、以降選挙に出馬することはなかった。
1896年10月26日に伯父ジェームズ・ピアースが死去すると、ファーナム男爵位を継承した。1897年5月14日、弟ヘンリー・エドワードと姉妹2人が男爵の子女としての称号や儀礼席次における順位を与えられた。1898年7月22日にアイルランド貴族代表議員に選出され、1900年に死去するまで務めた。同1898年にオレンジ団のベルファスト支部総長に就任、1900年に死去するまで務めた。1900年7月18日にキャバン統監に任命され、同年に死去するまで務めた。
天文にも興味を持ち、シーリン湖畔に小さな観測所を設け、1890年にアルスター天文学会（Ulster Astronomical Society、のちベルファスト天文学会と併合）を設立した。
1900年11月22日、喉の感染症によりダブリンのロワー・マウント・ストリートで死去、キャバン県ファーナム（Farnham）で埋葬された。長男に先立たれたため、次男アーサー・ケンリスが爵位を継承した。

## 家族
1875年8月5日、フローレンス・ジェーン・テイラー（Florence Jane Taylour、1855年6月21日 – 1907年8月16日、第3代ヘッドフォート侯爵トマス・テイラーの娘）と結婚、4男2女をもうけた。
- バリー・サマセット（Barry Somerset、1876年8月6日 – 1897年9月20日） - 生涯未婚、自転車事故の怪我がもとで死去[2]
- アーサー・ケンリス（英語版）（1879年10月2日[2] – 1957年） - 第11代ファーナム男爵[13]
- ゾエ・エマ（Zoe Emma、1881年7月29日 – 1963年以降[14]）
- ステラ・フランシス（Stella Frances、1886年9月19日 – 1963年以降[14]）
- エドワード・サンダーソン・ジョン（Edward Saunderson John、1889年11月20日 – 1907年9月6日） - 生涯未婚[3]
- デニス・クライトン（Denis Crichton、1892年9月26日 – 1970年） - 海軍軍人。1923年7月11日、セオドラ・メアリー・ヒックリング（Theodora Mary Hickling、1986年没、アーサー・ヒックリングの娘）と結婚、子供あり[13][14]